# Luotuocheng
Die Ruinen von Luotuocheng (Kamelstadt) (chinesisch 骆驼城遗址, Pinyin Luòtuóchéng yízhǐ, englisch Camel City site) sind eine archäologische Stätte im Kreis Gaotai (高台县), Provinz Gansu, China.
Bei der Stätte werden ein südlicher Teil und ein nördlicher Teil unterschieden.
Bedeutend sind die zahlreichen dort entdeckten Gräber, die von der Zeit der Östlichen Han-Dynastie bis in die Tang-Dynastie reichen. In den Gräbern aus bemalten Ziegeln (huaxiang zhuanmu) wurden viele kulturhistorisch wertvolle Bilder gefunden.
Die Stätte steht seit 1996 auf der Liste der Denkmäler der Volksrepublik China in Gansu (4-40).